# Kevin Shields
Kevin Patrick Shields (21 de maio de 1963, Queens, Estados Unidos) é um músico, guitarrista, vocalista e compositor irlandês, mais conhecido por participar da banda My Bloody Valentine. Já excursionou em turnês com o Primal Scream e Dinosaur Jr.